# Szorstkozarodniczka dwupiramidalnokryształkowa

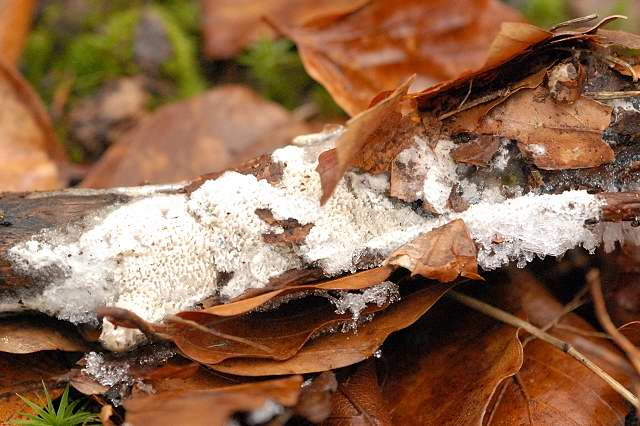

Szorstkozarodniczka dwupiramidalnokryształkowa (Trechispora mollusca (Pers.) Liberta) – gatunek grzybów z rzęduTrechisporales.

## Systematyka i nazewnictwo
Pozycja w klasyfikacji według Index Fungorum: Trechispora, Hydnodontaceae, Trechisporales, Incertae sedis, Agaricomycetes, Agaricomycotina, Basidiomycota, Fungi.
Takson ten po raz pierwszy opisał w 1801 r. Christiaan Hendrik Persoon nadając mu nazwę Boletus molluscus. Obecną, uznaną przez Index Fungorum nazwę nadał Anthony E. Liberta w 1878 r.
Ma kilkanaście synonimów. Niektóre z nich:
- Cristella mollusca (Pers.) Donk 1967
- Fibuloporia mollusca (Pers.) Bondartsev & Singer 1944
- Polyporus molluscus (Pers.) Fr. 1815

Franciszek Błoński w 1896 r. podał polską nazwę żagiew miękka. Władysław Wojewoda w 2003 r. zaproponował nazwę szortkozarodniczka dwupiramidalnokryształkowa.

## Morfologia
Owocnik
Jednoroczny, rozpostarty, o średnicy do 6 cm, bardzo miękki, kruchy i łatwy do oddzielenia od podłoża. Brzeg biały, często bardzo cienki, pajęczynowaty, przechodzący w ryzomorfy. Powierzchnia porów biała, kremowa do jasnosłomkowej, pory okrągłe do nieregularnych, w liczbie 2–5 na mm, z cienkimi, dojrzewającymi wyrostkami, które z wiekiem stają się poszarpane. Kontekst biały, miękki, o grubości poniżej 0,5 mm. Trama ciągła i zrosła z kontekstem, miękka i delikatna, o grubości do 1 mm. Smak łagodny.
Cechy mikroskopowe
System strzępkowy monomityczny. Strzępki subiculum cienkościenne, szkliste, często ampułowane i inkrustowane, o średnicy 2–3 µm, gęsto rozgałęzione, ze sprzążkami. Strzępki tramy podobne; te z septami często pokryte drobnymi, dwupiramidalnymi kryształami. Strzępki we włóknach lub ryzomorfach o szerokości do 6 µm z licznymi ampułkowatymi nabrzmieniami, a liczne z małymi, dwupiramidalnymi kryształami. Brak cystyd i innych sterylnych elementów hymenium. Podstawki krótkie, cylindryczne, często z niewielkim zwężeniem środkowym, 4-sterygmowe, 10–14 × 4,5–5,5 µm, ze sprzążką w podstawie. Bazydiospory jajowate do prawie kulistych, szkliste, gęsto kolczaste, nieamyloidalne, 3,5–4 × 3–3,5 µm.
Gatunki podobne
Jest wiele podobnych gatunków grzybów o rozpostartych, kolczastych owocnikach. Trechispora mollusca rozpoznaje się głównie po małych zarodnikach, braku ciał pęcherzykowych, dużych nabrzmieniach w strzępkach subikulum i małych druzowatych kryształach, takich jak te obserwowane u Skeletocutis (szkieletnica).

## Występowanie i siedlisko
Jest rozprzestrzeniony na całym świecie. W Europie jest rozprzestrzeniony na całym obszarze z wyjątkiem części południowo-wschodniej. W. Wojewoda w zestawieniu wielkoowocnikowych grzybów Polski przytacza 6 stanowisk i umieszcza go na liście gatunków rzadkich w kategorii R – gatunki potencjalnie zagrożone z powodu ograniczonego zasięgu geograficznego i małych obszarów siedliskowych. Bardziej aktualne, zweryfikowane stanowiska podaje internetowy atlas grzybów. Znajduje się w nim na liście gatunków rzadkich, wartych objęcia ochroną.
Grzyb saprotroficzny. Rozwija się na martwym drewnie. W Polsce notowany na drewnie olszy, sosny, świerka i buka, występuje jednak także na drewnie wielu innych gatunków drzew liściastych; klon, brzoza, leszczyna, buk, topola, dąb, robinia, wierzba, jarząb. Notowany także na martwych owocnikach hubiaka pospolitego i czyreni. Powoduje białą zgniliznę drewna.